# Martin Barlow
Pour les articles homonymes, voir Barlow.
Martin Thomas Barlow  est un mathématicien britannique né le 16 juin 1953 à Londres, professeur de mathématiques à l'Université de la Colombie-Britannique au Canada depuis 1992.

## Biographie
Barlow est le fils d'Andrew Dalmahoy Barlow (1916–2006) et son épouse Yvonne. Il est aussi le petit-fils d'Alan Barlow et son épouse Nora (née Darwin) et par ce lien familial il est l'arrière-arrière-petit-fils de Charles Darwin. C'est le neveu d'Horace Barlow. En 1994 il épouse Colleen McLaughlin.
Il reçoit son éducation à la Sussex House School puis St Paul's School à Londres, ensuite il obtient au Trinity College de Cambridge son Bachelor of Arts en 1975, son Diploma en 1976 et son ScD en 1993.
En 1978 il obtient son doctorat (PhD) à l'université de Swansea, sous la direction de David Williams avec une thèse sur Honest times and Martingale Representation.
Barlow travaille à l'université de Liverpool de 1978 à 1980. Il est élu Fellow du Trinity College de Cambridge de 1979 à 1992. Il travaille au Laboratoire de statistiques de l'université de Cambridge de 1981 à 1985 et il est Royal Society University Research Fellow de 1985 à 1992.

## Travaux
Ses sujets d'étude mathématiques portent sur les probabilités, le mouvement brownien et les fractales.
 (novembre 2015).

## Publications
- Lectures on probability theory and statistics, Springer Verlag 1998 (Sommerschule St. Flour 1995)
- avec Edwin Perkins, S.J. Taylor The behaviour and construction of local time for Levy processes,Seminar on Stochastic Processes 1984, Birkhäuser, Boston 1986, s. 23-54

## Prix et récompenses
- Barlow a reçu le prix Rollo-Davidson en 1984[1],[7].
- 2009 : prix CRM-Fields-PIMS[8].
- 2008 : prix Jeffery-Williams
- 1990 : prix Whitehead

Il est élu fellow de la Société royale du Canada en 1998, de la Royal Society en 2005 et membre en 2012 de la Société mathématique américaine. Il est membre de l'Institut de statistique mathématique en 1995.
Il intervient lors de l'Université d'été de Saint-Flour sur la théorie des probabilités et il est conférencier invité en 1994 au Congrès international des mathématiciens de Kyoto en 1990 avec une conférence sur Random walks and diffusion on fractals.